# Ceylonaltica
Ceylonaltica là một chi bọ cánh cứng trong họ Chrysomelidae.
Chi này được Doeberl miêu tả khoa học năm 1997.

## Các loài
Các loài trong chi này gồm:
- Ceylonaltica nigripes Kimoto, 2003
- Ceylonaltica saueri Doeberl, 1997
- Ceylonaltica tarsata Doeberl, 1997